# Între tine și rău
Corbul sau Între tine și rău (în turcă Kuzgun) este un serial TV turcesc care a avut premiera pe Star TV la 13 februarie 2019, cu actorii Barıș Arduç, Burcu Biricik, Onur Saylak, Hatice Aslan și Ahsen Eroğlu în rolurile principale. Scenariul a fost scris de Burcu Görgün Toptaș și Özlem Yılmaz și serialul a fost regizat de Bahadır İnce.  Ultimul episod (sez. 2, ep. 21) a avut premiera la 16 octombrie 2019.
În România, a fost transmis de Acasă TV (în trecut Pro 2).

## Distribuție și personaje

### Personaje principale
| Actor             | Personaj           | Episoade |
| ----------------- | ------------------ | -------- |
| Barıș Arduç       | Kuzgun Cebeci      | 1-21     |
| Burcu Biricik     | Dila Bilgin/Cebeci | 1-21     |
| Hatice Aslan      | Meryem Cebeci      | 1-21     |
| Ahsen Eroğlu      | Kumru Cebeci       | 1-21     |
| Caner Șahin       | Kartal Cebeci      | 1-21     |
| Aytek Șayan       | Ali Bilgin         | 1-21     |
| İpek Erdem        | Șermin Bilgin      | 1-21     |
| Derya Beșerler    | Seda Bilgin        | 1-21     |
| Ferit Kaya        | Cihan              | 7-21     |
| Nilperi Șahinkaya | Güneș              | 17-21    |
| Tülay Günal       | Neșe               | 17-21    |
| Onur Saylak       | Ferman Koruoğlu    | 17-21    |

### Personaje secundare
| Actor                 | Personaj                     | Episoade |
| --------------------- | ---------------------------- | -------- |
| Settar Tanrıöğen      | Derviș Cevheri/Behram Adıvar | 1-21     |
| Levent Ülgen          | Rıfat Bilgin                 | 1-21     |
| Ahmet Varlı           | Bora                         | 1-21     |
| Hande Dilan Hancı     | Füsun                        | 1-21     |
| Orhan Eșkin           | Nadir                        | 1-21     |
| Yiğit Çakır           | Zeki                         | 1-21     |
| Metehan Parıltı       | Kuzgun (Küçüklüğü)           | 1-21     |
| Nisa Sofiya Aksongur  | Dila (Küçüklüğü)             | 1-21     |
| Almina Kahraman       | Defne Uğur                   | 1-21     |
| Su Burcu Yazgı Coșkun | Naz                          | 1-21     |
| Baran Akbulut         | Yusuf                        | 1-21     |
| Emre Kentmenoğlu      | Rıfat (adolescent)           | 1-21     |
| Bahar Kerimoğlu       | Sultan                       | 1-21     |
| Emel Dede             | Meryem (adolescent)          | 1-21     |
| Fırat Sürmeli         | Ayhan (adolescent)           | 1-21     |
| Raci Durak            | Șeref (adolescent)           | 1-21     |
| Arda Șahin            | Ali (copil)                  | 1-21     |
| Mert İnce             | Kartal (copil)               | 1-21     |
| Damla Cankurt         | Kumru (copil)                | 1-21     |

## Legături externe
- Între tine și rău la Internet Movie Database